# عتيقات الفك
عتيقات الفك أو رتبة أرجيوكناثا (الاسم العلمي: Archaeognatha) من اليونانية (αρχαιος - archaeos) = «عتيق» + (γναθος - gnatha) = «فك». وهي رتبة من الحشرات لاجناحية، ويطلق عليها أحيانا هلبيات الذيل القافزة. وهي من بين الحشرات الأقل تطورا، ظهرت في العصر الديفوني مع العناكب.